# 프리드리히 알렉산더 대학교
프리드리히 알렉산더 에를랑겐-뉘른베르크 대학교(Friedrich-Alexander-Universität Erlangen-Nürnberg, FAU)는 독일 바이에른주 에를랑겐과 뉘른베르크에 있는 대학교이다. 5개의 학부로 나뉘어 있고 약 2만 8000명의 학생이 재학하고 있어 바이에른 주에서 두 번째로 큰 규모의 대학교이다. 학교의 이름은 설립자 프리드리히 폰 브란덴부르크-바이로이트(Friedrich von Brandenburg-Bayreuth)와 학교의 후원에 힘썼던 카를 알렉산더 폰 브란덴부르크-안스바흐(Karl Alexander von Brandenburg-Ansbach)에게서 따온 것이다. 역사적 이유로 대학교는 에를랑겐과 그 이웃도시인 뉘른베르크에 소재지가 나뉘어 있다. 학생의 약 3분의 2는 에를랑겐에, 나머지 3분의 1은 뉘른베르크에서 공부하고 있다.
FAU는 독일 연구 우수 기관 (German Universities Excellence Initiative)의 중 하나이며, 53개의 유럽 소재 우수 이공대학교들로 구성된 네트워크인 Industrial Managers for Europe (T.I.M.E)의 회원 대학이다. 특히 재료 및 화학공학 분야에서 독일 TOP 랭킹을 유지하고 있다.

## 같이 보기
- 프라운호퍼 협회